# Daniel Outeiro
Daniel Outeiro es un deportista español que compitió en bochas adaptadas. Ganó una medalla de oro en los Juegos Paralímpicos de Barcelona 1992 en la prueba de equipo mixto (clase C1-C2).

## Palmarés internacional
| Juegos Paralímpicos | Juegos Paralímpicos | Juegos Paralímpicos | Juegos Paralímpicos |
| Año                 | Lugar               | Medalla             | Prueba              |
| ------------------- | ------------------- | ------------------- | ------------------- |
| 1992                | Barcelona (España)  | Medalla de oro      | Equipo C1-C2 mixto  |